# ولسوالی واغز
ولسوالی واغز یکی از ۱۹ ولسوالی ولایت غزنی به مرکزیت شهر واغز در جنوب خاوری افغانستان است. واغز از ولسوالی‌های درجه سوم ولایت غزنی بوده، ۴۷۷ کیلومترمربع مساحت دارد و جمعیت آن در سال ۱۳۹۹ حدود ۴۳٬۵۸۷ نفر می‌باشد. این ولسوالی در سال ۲۰۰۵ (میلادی) از ولسوالی جغتو جدا گردید.

## جغرافیا
این ولسوالی در همسایگی با ولسوالی‌های قره‌باغ، جغتو، خوگیانی، ولسوالی جاغوری، ولسوالی اندر و ولسوالی غزنی واقع است.
| ژ                                                   | ف       | م        | آ       | م       | ژ       | ژ       | آ       | س       | اُ       | ن        | د      |
| ۲۷ ۳ ۱۰−                                            | ۹۳ ۴ ۷− | ۸۳ ۲۱ ۱− | ۷۷ ۳۰ ۵ | ۷ ۴۰ ۱۰ | ۴ ۴۵ ۱۴ | ۲ ۴۴ ۱۷ | ۹ ۴۳ ۱۵ | ۹ ۳۹ ۱۱ | ۲۶ ۳۱ ۵ | ۱۹ ۲۲ ۳− | ۸ ۹ ۷− |
| میانگین بالاترین و پایین‌ترین دما به مقیاس سانتیگراد |         |          |         |         |         |         |         |         |         |          |        |
| بارندگی به مقیاس میلی‌متر                            |         |          |         |         |         |         |         |         |         |          |        |
| منبع: Climate-Data.org                              |         |          |         |         |         |         |         |         |         |          |        |

| مقیاس فارنهایت و اینچ                              | مقیاس فارنهایت و اینچ | مقیاس فارنهایت و اینچ | مقیاس فارنهایت و اینچ | مقیاس فارنهایت و اینچ | مقیاس فارنهایت و اینچ | مقیاس فارنهایت و اینچ | مقیاس فارنهایت و اینچ | مقیاس فارنهایت و اینچ | مقیاس فارنهایت و اینچ | مقیاس فارنهایت و اینچ | مقیاس فارنهایت و اینچ |
| -------------------------------------------------- | --------------------- | --------------------- | --------------------- | --------------------- | --------------------- | --------------------- | --------------------- | --------------------- | --------------------- | --------------------- | --------------------- |
| ژ                                                  | ف                     | م                     | آ                     | م                     | ژ                     | ژ                     | آ                     | س                     | اُ                     | ن                     | د                     |
| ۱٫۱ ۳۷۱۴                                           | ۳٫۷ ۳۹۱۹              | ۳٫۳ ۷۰۳۰              | ۳ ۸۶۴۱                | ۰٫۳ ۱۰۴۵۰             | ۰٫۲ ۱۱۳۵۷             | ۰٫۱ ۱۱۱۶۳             | ۰٫۴ ۱۰۹۵۹             | ۰٫۴ ۱۰۲۵۲             | ۱ ۸۸۴۱                | ۰٫۷ ۷۲۲۷              | ۰٫۳ ۴۸۱۹              |
| میانگین بالاترین و پایین‌ترین دما به مقیاس فارنهایت |                       |                       |                       |                       |                       |                       |                       |                       |                       |                       |                       |
| بارندگی به مقیاس اینچ                              |                       |                       |                       |                       |                       |                       |                       |                       |                       |                       |                       |

| ژ                                                   | ف       | م        | آ       | م       | ژ       | ژ       | آ       | س       | اُ       | ن        | د      |
| ۲۷ ۳ ۱۰−                                            | ۹۳ ۴ ۷− | ۸۳ ۲۱ ۱− | ۷۷ ۳۰ ۵ | ۷ ۴۰ ۱۰ | ۴ ۴۵ ۱۴ | ۲ ۴۴ ۱۷ | ۹ ۴۳ ۱۵ | ۹ ۳۹ ۱۱ | ۲۶ ۳۱ ۵ | ۱۹ ۲۲ ۳− | ۸ ۹ ۷− |
| میانگین بالاترین و پایین‌ترین دما به مقیاس سانتیگراد |         |          |         |         |         |         |         |         |         |          |        |
| بارندگی به مقیاس میلی‌متر                            |         |          |         |         |         |         |         |         |         |          |        |
| منبع: Climate-Data.org                              |         |          |         |         |         |         |         |         |         |          |        |

| مقیاس فارنهایت و اینچ                              | مقیاس فارنهایت و اینچ | مقیاس فارنهایت و اینچ | مقیاس فارنهایت و اینچ | مقیاس فارنهایت و اینچ | مقیاس فارنهایت و اینچ | مقیاس فارنهایت و اینچ | مقیاس فارنهایت و اینچ | مقیاس فارنهایت و اینچ | مقیاس فارنهایت و اینچ | مقیاس فارنهایت و اینچ | مقیاس فارنهایت و اینچ |
| -------------------------------------------------- | --------------------- | --------------------- | --------------------- | --------------------- | --------------------- | --------------------- | --------------------- | --------------------- | --------------------- | --------------------- | --------------------- |
| ژ                                                  | ف                     | م                     | آ                     | م                     | ژ                     | ژ                     | آ                     | س                     | اُ                     | ن                     | د                     |
| ۱٫۱ ۳۷۱۴                                           | ۳٫۷ ۳۹۱۹              | ۳٫۳ ۷۰۳۰              | ۳ ۸۶۴۱                | ۰٫۳ ۱۰۴۵۰             | ۰٫۲ ۱۱۳۵۷             | ۰٫۱ ۱۱۱۶۳             | ۰٫۴ ۱۰۹۵۹             | ۰٫۴ ۱۰۲۵۲             | ۱ ۸۸۴۱                | ۰٫۷ ۷۲۲۷              | ۰٫۳ ۴۸۱۹              |
| میانگین بالاترین و پایین‌ترین دما به مقیاس فارنهایت |                       |                       |                       |                       |                       |                       |                       |                       |                       |                       |                       |
| بارندگی به مقیاس اینچ                              |                       |                       |                       |                       |                       |                       |                       |                       |                       |                       |                       |